# فوكاتشيا
فوكَجية أو فوكَشْيَة أو فوكاسيا (نقحرة: فوكاتشيا) (باللغة الإيطالية والإنجليزية: Focaccia) هو خبز إيطالي يخبز في الفرن وقد يغطى بالأعشاب أو غيرها من المكونات. ترتبط الفُكَشية بالبتزة، لكنهما لا يعُدَّان نفس الشيء. شائعة في إيطاليا ويضاف إليها زيت الزيتون والجبن والأعشاب واللحم، أو الخضراوات.